# Un coupable idéal (film, 1991)
Pour les articles homonymes, voir Un coupable idéal.
Pour plus de détails, voir Fiche technique et Distribution.
Un coupable idéal (Carolina Skeletons) est un téléfilm américain de John Erman, réalisé et diffusé en 1991.

## Synopsis
Dans une petite ville de Caroline du Sud, deux fillettes blanches sont brutalement assassinées. Un jeune noir de 14 ans, Linus Bragg, est accusé du double meurtre, reconnu coupable par un tribunal et envoyé sur la chaise électrique. 
Au regard de la communauté, justice était rendue.
30 ans plus tard, James Bragg se rend au chevet de sa mère mourante et lui jure de rechercher la vérité et de réhabiliter son frère Linus. Avec l'aide de Cassie, la fille du shérif, James va devoir dénouer l'inextricable écheveau de la vérité, mettant en cause des personnalités notables de la ville.

## Fiche technique
- Titre original : Carolina Skeletons
- Titre français : Un coupable idéal
- Réalisation : John Erman
- Scénario : Tracy Keenan Wynn, d'après le roman Carolina Skeletons de David Stout
- Direction artistique : Guy Tuttle
- Décors : Joe Litsch
- Costumes : Helen Butler-Barbon
- Photographie : Tony Imi
- Montage : Paul LaMastra
- Musique : John Morris
- Production : John Erman, Randy Finch, Donald Kushner et Peter Locke (en)
- Producteurs délégués : John Perrin Flynn et Tracy Keenan Wynn
- Sociétés de production : Multicom Entertainment Group, Logo Entertainment
- Société de distribution : National Broadcasting Company (États-Unis) Canal+ (France)
- Pays d'origine : États-Unis
- Langue originale : anglais
- Format : couleurs – 1,33:1 – 35 mm
- Genre :  Drame
- Durée : 93 minutes
- Dates de sortie  :  
  -  États-Unis : 30 septembre 1991
  -  France : 1993

## Distribution
- Louis Gossett Jr. : James Bragg
- Bruce Dern : 	Junior Stoker
- Melissa Leo : Cassie
- Paul Roebling (en) : T.J. Campbell
- Bill Cobbs : Elijah Crooks
- Henderson Forsythe (en) : Le juge Brickstone
- Clifton James : Dexter Cody
- Richard Jenkins : Redy
- Kenny Blank : Linus Braggs
- G. D. Spradlin : Hiram Stoker
- Rosanna Carter (en) : Maman Braggs
- Trazana Beverley (en) : La greffière municipale
- Mary Nell Santacroce (en) : La secrétaire
- Marc Macaulay (en) : Le shérif adjoint Bryant
- Kate Bernsohn : Cindy Lou
- Melody Kay (en) : Sue Ellen
- Chris Blackwelder : Junior Stoker jeune
- C. Harrison Avery : Le prêtre
- Dan Biggers (en) : Le directeur de la prison
- Charles Black : L'aumônier
- Jerry Campbell : Le mécanicien
- Bill Coates : Le vieil homme
- Edith Ivey : Sarah Cody
- Tom Nowicki : Le procureur
- Ric Reitz : Le journaliste
- Joan Riordan : Jenny Stoker

## Inspiration
Le film est basé sur la véritable histoire de George Stinney, un adolescent afro-américain de 14 ans qui fut condamné sans preuve à la chaise électrique pour le meurtre de deux filles blanches en 1944. 